# Шолом віртуальної реальності

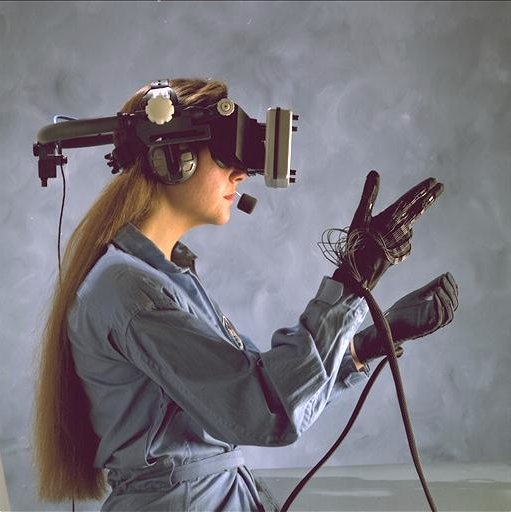
Оператор в шоломі й рукавичках віртуальної реальності

Шолом віртуальної реальності — пристрій, що дозволяє частково зануритися у світ віртуальної реальності, який створює зоровий та акустичний ефект присутності в заданому керуючим пристроєм (комп'ютером) просторі. Становить собою пристрій, що надягається на голову, забезпечений відеоекраном і стерео- або квадрофонічною акустичною системою. Назва «шолом» досить умовна: сучасні моделі набагато більше схожі на окуляри, ніж на шолом.
Шолом створює об'ємне зображення, подаючи дві різні картинки кожному оку. Крім того, шолом може містити гіроскопічний або інфрачервоний датчик положення голови.
На цей момент шоломи віртуальної реальності поступово стають більш доступними. На ринку вже представлено кілька доступних моделей відеоокулярів за ціною, що не перевищує вартість якісного керма для гоночних комп'ютерних ігор. Основними недоліками бюджетних моделей є відсутність вбудованого трекера для відстеження позиції голови, невелике розширення відеоекранів. Деякі відеоокуляри мають тільки один відеоекран і не здатні створювати тривимірне зображення.

## Історія
Історія створення окулярів віртуальної реальності розпочалася 1961 р., коли інженери корпорації Philco розробили перший шолом-дисплей, що дістав назву Headsight. Пристрій складався з екрана та системи відстеження, приєднаної до замкненої системи відеоспостереження. Мета цього шолома полягала у використанні в небезпечних ситуаціях — коли треба спостерігати за середовищем віддалено, регулюючи ракурс повертанням голови. Подібний пристрій використовували пілоти.
Пізніше, 1965 р. вчений Іван Сатерланд створив новий пристрій Ultimate Display, який дає змогу зазирнути у віртуальний світ настільки, що людина вірить у своє перебування там. Концепція Сатерланда звучить так: «віртуальний світ, відтворений через шолом-дисплей, має здаватися реальним будь-якому спостерігачеві». Це й стало поштовхом для наступних розробок. І 1966 р. цей учений створив новий шолом, який приєднувався до комп'ютера, а не до камер, як було раніше.
Першою повноцінною системою віртуальної реальності стала Aspen Movie Map, сконструйована фахівцями Массачусетського технологічного інституту: користувач міг віртуально пройтися містом Аспен, обираючи способи відображення місцевості. Довгі роки розвиток «віртуальної реальності» відбувався таємно: її вивчали в центрах NASA, Міністерстві оборони США та ЦРУ. Перші досягнення в цій галузі науки використовували переважно з метою навчання пілотів.
Сучасні окуляри або шоломи віртуальної реальності складаються з одного або декількох дисплеїв (на які виводяться зображення для лівого і правого ока), системи лінз (для коригування зображення), системи трекінгу (для відстеження орієнтації в просторі). В основному системи трекінгу створюють на основі гіроскопів, акселерометрів і магнітометрів. Усе це робить шолом придатним для ігор із зануренням або панорамного відео — кіно, яке йде навколо вас, а ви можете озиратися навкруги, як у житті.

## Найпопулярніші розробники
З 2012 р. на ринок виходять десятки команд, що розробляють свої окуляри віртуальної реальності, серед них: Oculus VR, Sony, Microsoft, Carl Zeiss, Samsung, Razer та HTC. Нижче представлені характеристики низки сучасних окулярів-шоломів віртуальної реальності.

### Oculus Rift
Уперше про окуляри Oculus Rift стало відомо на виставці Electronic Entertainment Expo 2012 року — саме тоді один із розробників Джон Кармак продемонстрував перше покоління шолома віртуальної реальності на базі LCD-дисплея з діагоналлю 5,6 дюйма, поєднаного з парою лінз, що давали змогу отримати стереоскопічний ефект з полем зору в 90 градусів по горизонталі та 110 градусів по вертикалі.
Пізніше компанія Oculus VR випустила декілька версій шолома:
- перша версія для розробників Oculus Rift DK1 (основна мета полягала в інтеграції відеоокулярів у різні ігри);
- друга версія для розробників Oculus Rift DK2 (ця версія відрізняється екраном від смартфона Samsung з частотою оновлення зображення в 75 Гц замість 60 Гц, додано ІЧ-світлодіоди для відстеження місця в просторі);
- третя версія для розробників Oculus Rift Crescent Bay (має вищу роздільну здатність екрана, меншу вагу та вбудовані знімні аудіонавушники);
- споживча версія Oculus Rift CV1 (оснащено поліпшеним трекером та екраном).

25 березня 2014 р. компанія Oculus VR була придбана Facebook за $2 млрд. Марк Цукерберг оголосив, що бачить в Oculus Rift і пристроях віртуальної реальності основу для нового покоління комп'ютерних технологій, яке йде на зміну смартфонам. Станом на березень 2016 р. споживча версія окулярів віртуальної реальності Oculus Rift CV1 коштувала близько $600. До того ж в одні руки продавали не більше, ніж один комплект.

### Microsoft HoloLens
Гарнітуру віртуальної реальності HoloLens від Microsoft уперше продемонстровано на виставці Build 2015. Цей пристрій кладе край простій і нудній реальності, а на зміну вводить еру голограм. Ці окуляри є мінікомп'ютером, який можна носити і який не потребує жодної прив'язки до зовнішніх пристроїв: не треба ні камери, ні комп'ютера, ні дротів.
Працюють окуляри так: перед очима розташований напівпрозорий екран, на який подаються видимі об'єкти, що не заважають, проте, реальному огляду, — і створюють повну ілюзію реальної присутності. Звук вирізняється реалістичністю — окуляри імітують звучання, що виходить від конкретного об'єкта в просторі. HoloLens уміє розуміти жести та голосові команди: можна розташовувати в просторі вікна, змінювати розмір, гортати сторінки, регулювати гучність тощо. Ціна на окуляри Microsoft HoloLens становила близько $3000.

### Sony Project Morpheus (PlayStation VR)
Метою компанії Sony було створення прогресивного шолома віртуальної реальності для консолі PlayStation 4, що і вдалося втілити в реальність — 18 березня 2014 р. на виставці GDC компанія представила свій гаджет. Розробники сподіваються, що створений шолом змінить майбутнє ігор.
Sony Project Morpheus має досить вражаючі характеристики — 1080p OLED дисплей, кут огляду 90+ і можливість симуляції до 60 віртуальних джерел звуку.
Sony обіцяла відкрити продажі в жовтні 2016 р. за ціною $399. Таке рішення пояснюється тим, що компанія хоче наростити якомога більше ігор для старту.

### HTC Vive
Розроблений компаніями HTC і Vive шолом віртуальної реальності вперше представлено 2014 р. А в продаж девайс надійшов 5 квітня 2016 р.
Як заявляють розробники, частота оновлення екрана — 90 Гц. При цьому шолом оснащено двома екранами з роздільною здатністю 1080×1200. У пристрої використовується безліч датчиків, зокрема: гіроскоп MEMS, акселерометр, лазерні датчики позиціювання. Ціна HTC Vive становить близько $800.